# Glenn Mosley
Pour les articles homonymes, voir Mosley.
Glenn Mosley, né le 26 décembre 1955 à Newark, est un ancien joueur américain de basket-ball.

## Biographie
Glenn Mosley entame sa carrière de basketteur avec les Seton Hall Pirates (NCAA) en 1973. Lors de la saison 1976-1977, il est le meilleur rebondeur de National Collegiate Athletic Association (NCAA). À la fin de son cursus universitaire en 1977, il rejoint la National Basketball Association (NBA). Il est drafté en 20e position, lors du premier tour, par les 76ers de Philadelphie. Puis il passe la saison suivante chez les Spurs de San Antonio. Finalement, les ambitions de Glenn Mosley se tournent vers l'Europe. C'est le Limoges CSP qui le recrute. Avec le Cercle Saint-Pierre (1982-1983), il remporte le Championnat de France, la Coupe de la Fédération et enfin la Coupe Korac.

## Palmarès
- 1982-1983 : champion de France avec Limoges
- 1982-1983 : vainqueur de la Coupe de la fédération avec Limoges
- 1982-1983 : vainqueur de la Coupe Korac avec Limoges

## Nominations et distinctions
- 1976-1977 : meilleur rebondeur de NCAA
- 1977 : drafté au premier tour (20e choix) par Philadelphie (NBA)
- 1985 : drafté au 5e choix de la phase territoriale par New Jersey (USBL)